# Кашин
Кашин (на руски: Кашин) е град в Русия, административен център на Кашински район, Тверска област. Населението на града към 1 януари 2018 година е 14 287 души.